# Pseudo-Solarisation

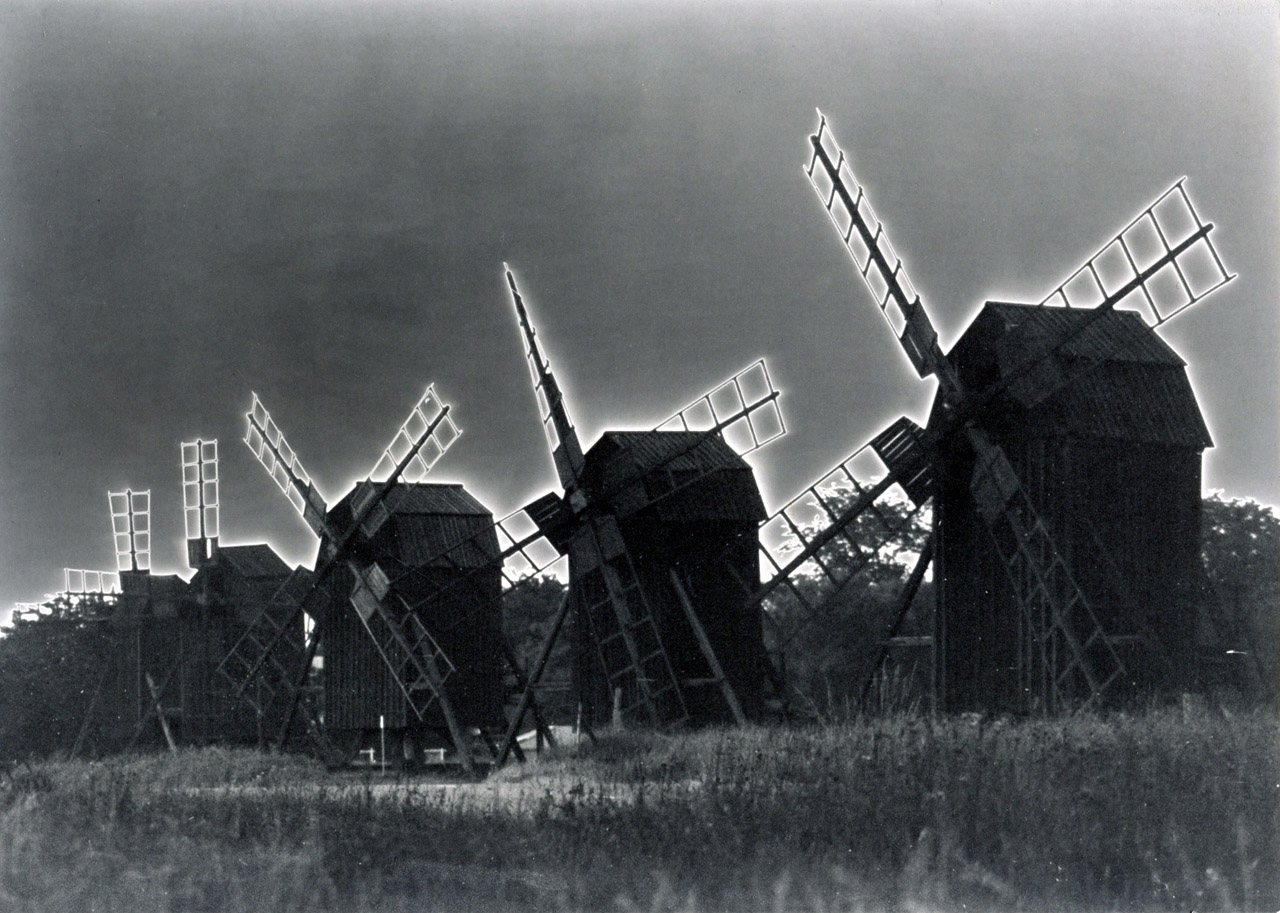
Pseudo-Solarisation bei einem Schwarz-Weiß-Negativ

Pseudo-Solarisation, auch als Sabattier-Effekt bekannt, ist ein Phänomen in der fotografischen Dunkelkammer, wenn der Film (Negativ) oder das Fotopapier (Positiv) während der Verarbeitung diffus nachbelichtet und anschließend ausentwickelt wird. Oft wird der Begriff Pseudo-Solarisation gekürzt in Solarisation und die Technik der Herstellung heißt dann solarisieren. Jedoch ist der echte Solarisationseffekt, der in der Kamera bei extremen Überbelichtungen auftritt, nicht mit der Pseudo-Solarisation verwandt.

## Grundlagen

Vergleich von Pseudo-Solarisationen
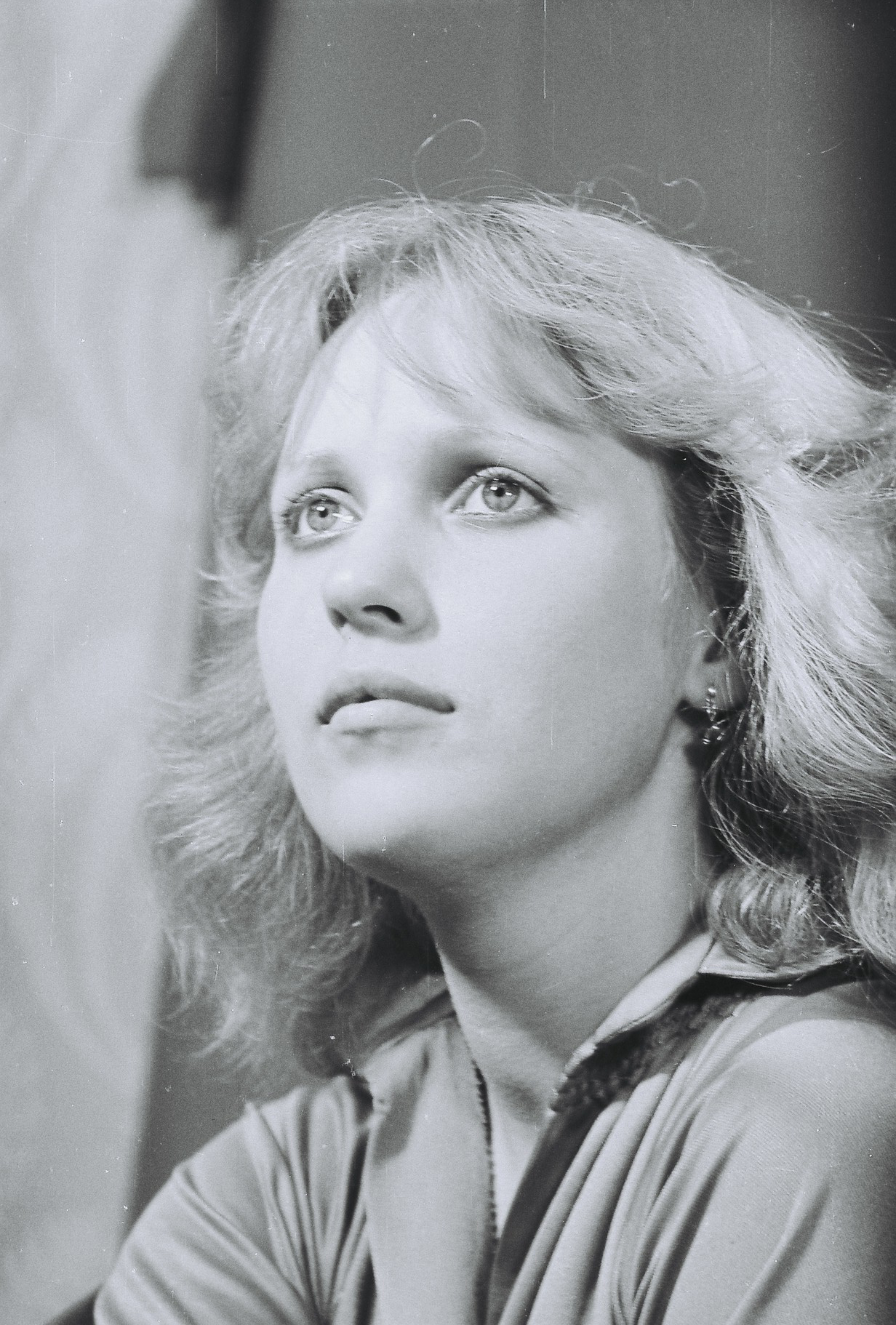
Original
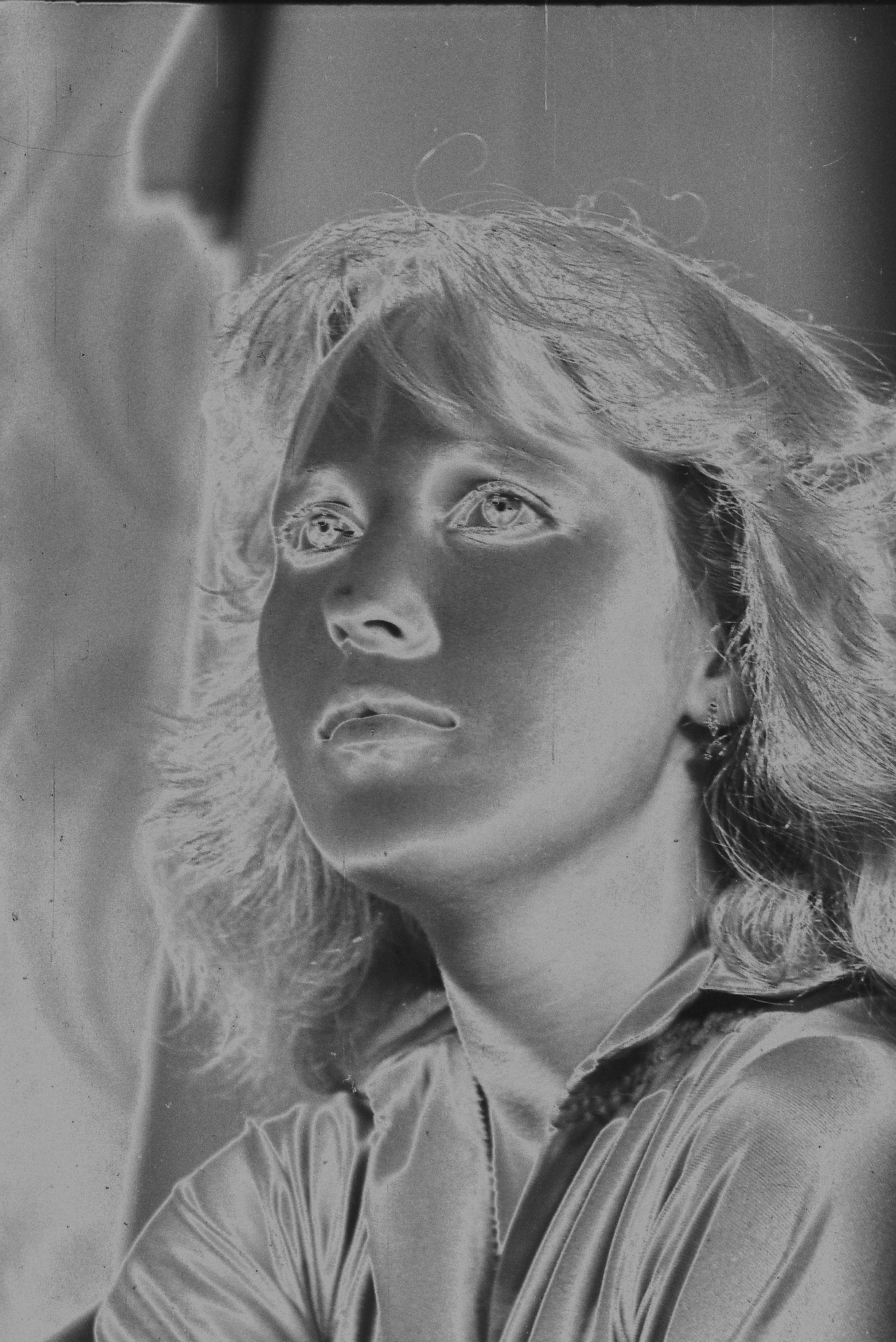
Echte Pseudo-Solarisation durch Zwischenbelichtung mit 1000 W
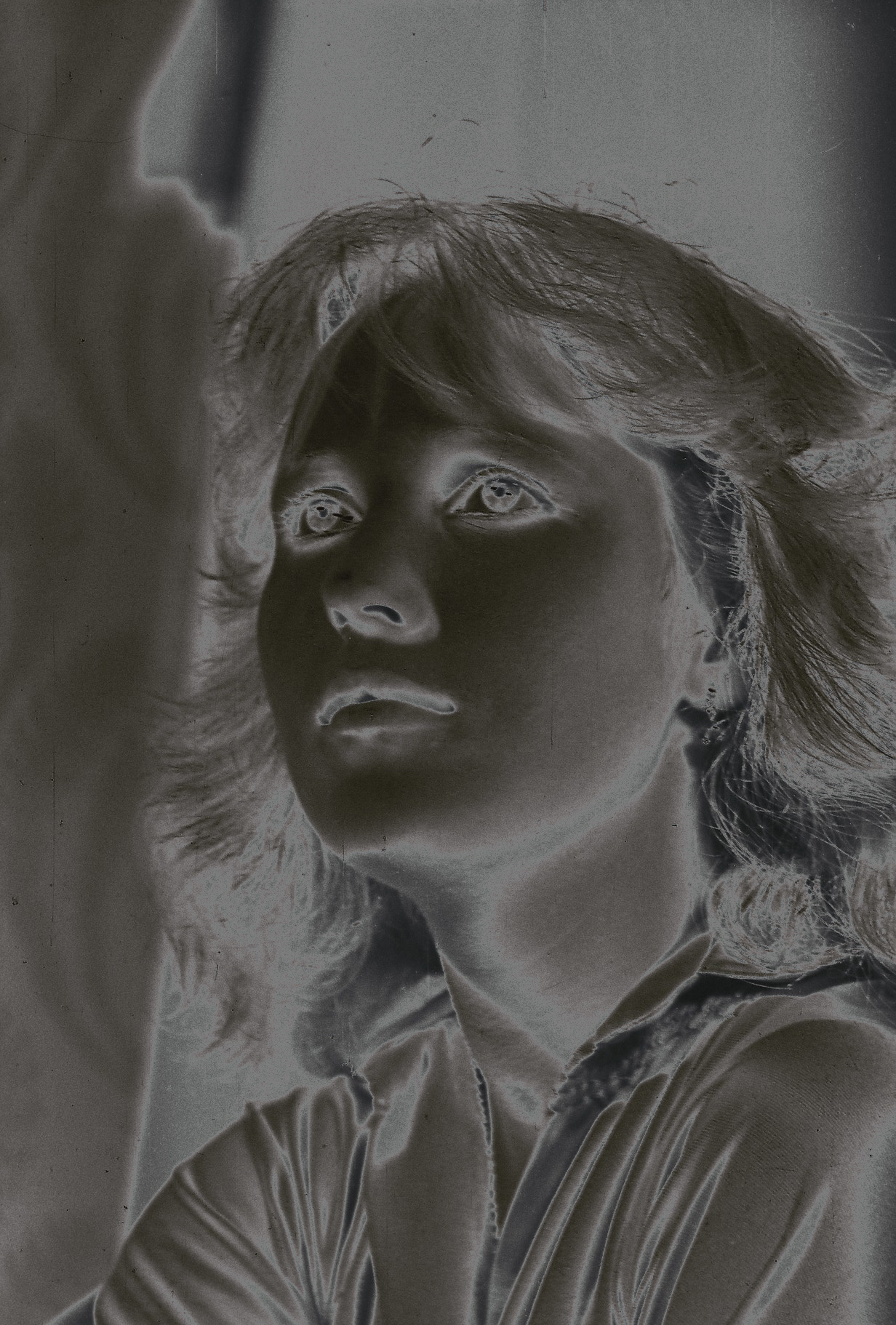
Simulation mit Adobe Photoshop (Stilisierungsfilter Solarisation)
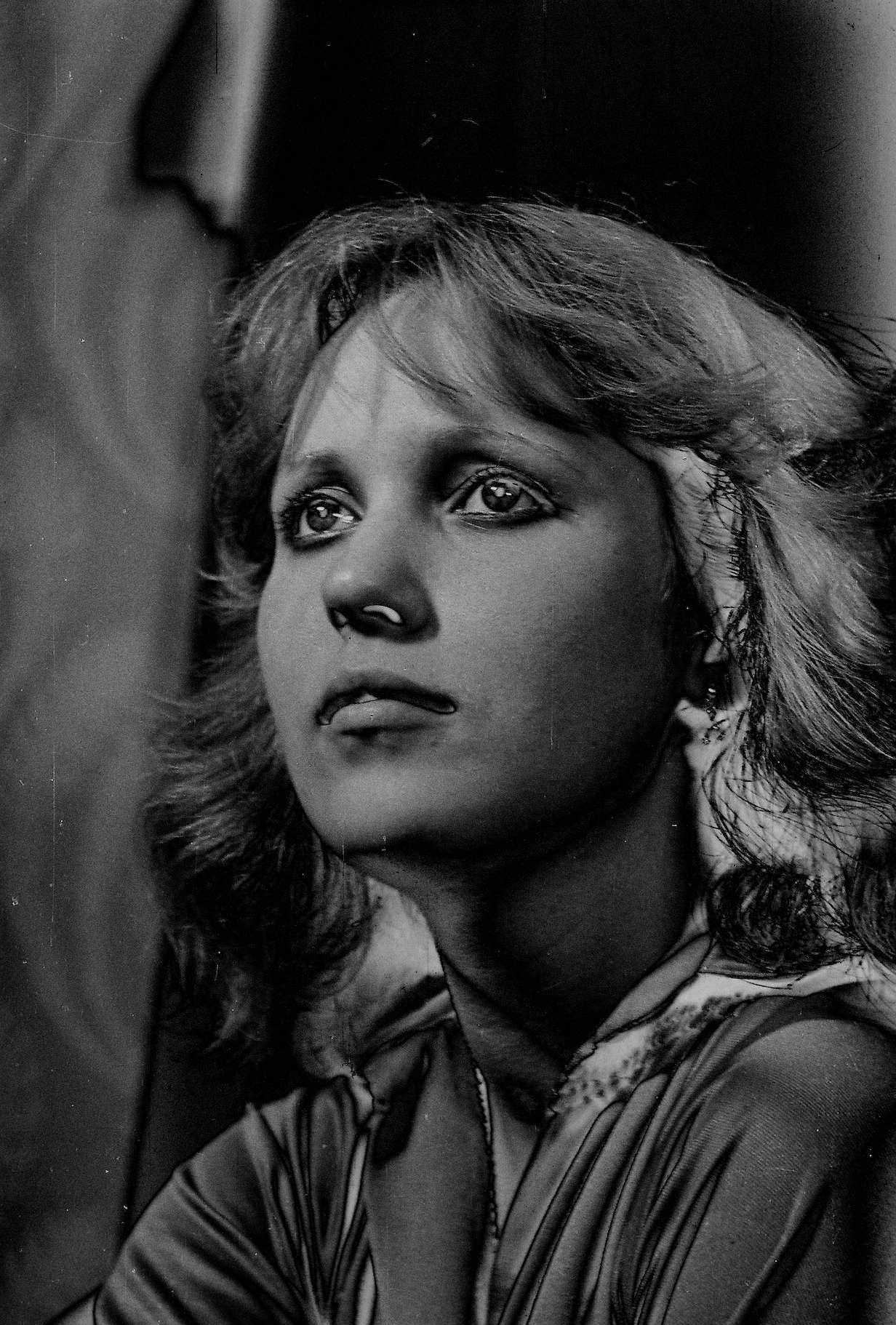
Gradationskurve zum U verbogen

Die Pseudo-Solarisation entstand wie viele Fotoeffekte aus einem Fehler.  Hohe Bildkontraste und klar definierte Details begünstigen die Entstehung ansprechender Effekte. Die zu bearbeitenden Bilder müssen guten Kontrast, klare Linienführung, sowie große und klare Formen aufweisen.
Ab den 1960er Jahren war die Pseudo-Solarisation ein beliebtes Stilmittel. Aus Veröffentlichungen aus dem 19. Jahrhundert wird klar, dass dieses Phänomen von vielen Fotografen „entdeckt“ wurde, da es oft auftrat, als das Licht unbeabsichtigt eingeschaltet wurde. 1931 perfektionierte der berühmte Dadaist Man Ray diese Technik schon für Verfremdungen. „Entdeckt“ wurde der Effekt damals von seiner Kollegin und Liebhaberin Lee Miller, als diese aufgrund einer Maus oder Ratte, die ihr bei der Arbeit in der Dunkelkammer über den Fuß lief, das Licht anschaltete.
Anfang 1860 wurde die Pseudo-Solarisation von De la Blanchère, L. M. Rutherfurd und C. A. Seely separat und in aufeinanderfolgenden Ausgaben der Zeitschrift American Journal of Photography and the Allied Arts and Science beschrieben. Im selben Jahr veröffentlichte Fürst Schouwaloff in der französischen Zeitschrift Cosmos einen Bericht über den Effekt. Das vom französischen Wissenschaftler Armand Sabatier am 26. Oktober 1860 publizierte Verfahren, Direkt-Positiven zu erhalten, hatte aber nach der Beschreibung nichts mit dem Sabattier-Effekt zu tun. Er beschrieb vorerst in keiner Weise, dass die Kollodiumschicht nach der Anentwicklung belichtet wurde. In dieser Publikation erwähnt A. Sabatier wohl Fürst Schouwaloff und A. L. Poitevin. Seit einem Satzfehler in dieser Publikation wurde der Name des Autors und der irrtümlicherweise nach ihm benannte Effekt in der Fachliteratur mit einem Doppel-t geschrieben. Erst 1862 berichtet A. Sabatier von neuem, und hier korrekt, über den nach ihm benannten Effekt. Eine Erklärung für das Phänomen findet er aber nicht.
In der Digitalfotografie ist Pseudo-Solarisation systembedingt nicht möglich, kann jedoch im Rahmen der Nachbearbeitung der Bilder nachempfunden werden. Dazu ist ein Verbiegen der Gradationskurve von der Diagonalen in eine U-Form erforderlich. Moderne Bildbearbeitungsprogramme erlauben dabei nicht nur die Verfremdung der Gesamthelligkeit, sondern auch die getrennte Bearbeitung einzelner Farbanteile (RGB oder CMYK).
Ein der Pseudo-Solarisation ähnlicher Bildeffekt konnte mit dem nicht mehr erhältlichen Agfacontour Professional Film und Entwickler erreicht werden.

## Erklärungsmodelle
Im Gegensatz zu vielen fotografischen Effekten, die weitgehend geklärt wurden, sind die Ansichten über dem Mechanismus des Sabattier-Effekts noch immer sehr geteilt.
Über die folgenden Punkten ist man sich jedoch einig:
- Dass der Sabattiereffekt auf Solarisation beruht, kann zurückgewiesen werden.
- Die Ansicht, die den Sabattiereffekt als einen reinen Kopiereffekt des bei der ersten Entwicklung gebildeten Silbers auf die darunterliegenden Schichten deutet, reicht nicht aus, den Effekt zu klären.
- Oxidationsprodukte, die während der ersten Entwicklung an den erstentwickelten Körnern entstehen, könne nicht der Grund sein, eine Desensibilisierung der unbelichteten Körner herbeizuführen.
- Das an den erstentwickelten Körnern entstehende Bromide kann nicht hinreichender Grund sein für die Desensibilisierung der nicht erstbelichteten Körner.
- Man konnte sich nicht recht vorstellen, dass das bei der ersten Entwicklung entstandene Silber einen desensiblitierenden Einfluss auf die erstentwickelten Körner haben soll. Dieser Punkt sollte noch genauer erklärt werden.
- Von mehreren Autoren wurde angenommen, dass die Ausbildung eines latenten Innenbildes bei der ersten Belichtung, welches bei der zweiten Belichtung in Konkurrenz treten kann, mit den bei der Entwicklung aktivierten Oberflächenkeimen den Sabattiereffekt teilweise erklären kann.
- Obschon bei handelsüblichen Filmen und Fotopapier die Entwicklungsgeschwindigkeit des zweitbelichteten latenten Bildes größer ist als diejenige bei der Erstbelichtung, kann dies nicht der ausschlaggebende Grund des Sabattiereffektes sein.